# День, когда остановилась Земля (фильм, 1951)
«День, когда остановилась Земля» (англ. The Day the Earth Stood Still) (1951) — американский чёрно-белый научно-фантастический триллер, ставший вехой в истории кинофантастики. Снят Робертом Уайзом по мотивам рассказа Гарри Бейтса «Прощание с повелителем».
В 1995 году внесён в Национальный реестр фильмов. Занимает 5-е место в списке «10 лучших научно-фантастических фильмов» списка «10 фильмов из 10 жанров».
В 2008 году вышел ремейк под тем же названием. Дублированная версия фильма была выпущена на DVD и Blu-ray в 2009 году.

## Сюжет
Действие фильма разворачивается в Америке 1950-х годов в разгар Холодной войны. Представители правительства сообщают гражданам об обнаружении НЛО, движущегося к поверхности Земли на скорости 4000 миль в час. В одном из скверов в центре Вашингтона в 15:47 совершает посадку инопланетный космический корабль, изумлённые жители в ужасе разбегаются. Спустя два часа напряжённого ожидания из корабля выходит высокий худощавый человек в лёгком космическом скафандре с закрытым круглым шлемом лицом (Майкл Ренни). Когда он вытаскивает неизвестный предмет, у одного из военных не выдерживают нервы и он стреляет из пистолета. Инопланетянин ранен в плечо, прибор разбит. Из космического корабля выходит гигантский человекоподобный робот (Лок Мартин), который с помощью лучевого оружия из глаз уничтожает окружающую место посадки боевую технику и оружие солдат, не причиняя, однако, вреда людям. Раненый инопланетянин приказывает роботу прекратить огонь и объясняет подошедшим к нему военным, что испугавший их предмет был символическим подарком их президенту — устройство для демонстрации видов жизни в космосе.
Гостя Земли зовут Клаату, внешне он ничем не отличается от землян и говорит на английском, а робота — Горт. В больнице Клаату встречается с представителем президента США мистером Харли и сообщает ему о своей миссии: они пролетели 250 000 000 человеческих миль за пять земных месяцев, дабы выступить с предупреждением перед всеми народами Земли, официальные представители которых должны собраться в одном месте. Харли говорит, что в условиях «Холодной войны» это невозможно осуществить, однако Клаату настаивает, так как его не волнуют международные отношения и ссоры людей. Пока Клаату восстанавливается в больнице, репортёры и военные наблюдают за неподвижным Гортом, сделанным из непробиваемого материала, и кораблём.
Мистер Харли приносит Клаату газеты с реакцией правительств крупнейших государств на его предложение: все они выдвигают категорические и взаимоисключающие требования по месту проведения собрания — кто в Москве, кто в Вашингтоне. Уже поправившийся пришелец требует, чтобы ему предоставили свободу действий для выполнения его миссии, однако вместо этого Харли приказывает, чтобы пришельца изолировали. В итоге Клаату сбегает из палаты и пытается изучить земную цивилизацию «изнутри» — под видом обычного человека мистера Карпентера, одетого в строгий костюм и с чемоданом в руках он поселяется квартирантом в пансионат миссис Крокетт по соседству с рядовой американской семьёй — вдовой Хелен Бенсон (Патриция Нил) и её сыном Бобби (Билли Грэй). Миссис Крокетт отмечает акцент Новой Англии у новоприбывшего. В то время, как правительство предпринимают всё возможное для его поимки, демонстрируя по телевидению фотографию пришельца с закрытым лицом, Клаату постепенно осознаёт действительную сложность своей задачи, слыша нелестные разговоры жителей пансиона за столом. К Хелен приходит любовник Том Стивенс (Хью Марлоу), Клаату вызывается присмотреть за её сыном в их отсутствие. Клаату и Бобби посещают Арлингтонское национальное кладбище, где покоится отец мальчика, погибший на войне. Клаату говорит, что там, где жил он, никогда не было войн. Бобби с удивлением видит бриллианты, которыми расплачиваются на родине Клаату, и меняет два из них на два доллара. На вопрос о самом важном человеке США Бобби говорит о профессоре Джейкобе Барнхардте. Затем они посещают космический корабль, Клаату рассказывает о нём, но услышавшие его зеваки только посмеиваются. Клаату говорит репортёру, что им нужно бояться в первую очередь людей, нагнетающих обстановку, а не пришельца. Бобби отводит Клаату к Барнхардту, но того не оказывается дома. Пришелец проникает в помещение и исправляет недочёты вычислений профессора. Узнав от жены учёного, что его не будет до самого вечера, Клаату пишет свой адрес, после чего советует не стирать исправленную формулу.
Пансионат посещает федеральный агент Брэди. Том Стивенс просит руки и сердца Хелен, но та решает поразмыслить. Капитан приводит Клаату к профессору Барнхардту (Сэм Джаффе), тот раскрывает себя и убеждает учёного в своих способностях, решив задачу трёх тел. Клаату сообщает учёному, что союз космических цивилизаций озабочен угрозой со стороны землян, которые создали ядерное оружие и активно стремятся выйти в космос. Он даёт понять Барнхардту, что союз считает Землю смертельно опасной, и предпримет в случае необходимости самые жёсткие меры вплоть до распыления планеты. Однако главный расчёт делается на здравый смысл землян, которые сами должны понять пагубность гонки вооружений. Учёный соглашается помочь Клаату в его миссии, устроив тому встречу с учёными и деятелями культуры, но предлагает ему для большей убедительности провести «демонстрацию» — отключить электричество везде, где это не приведёт к авариям и не нанесёт людям вред. Клаату соглашается провести «демонстрацию» послезавтра в полдень.
На следующий день Клаату приходит к кораблю и даёт команду Горту азбукой Морзе при помощи фонарика, робот «оживает», движется к двоим солдатам и оглушает их. Клаату даёт голосовые команды в панель. За этим наблюдает шокированный Бобби, который тайком следил за Клаату. Видя, как пришелец входит в звездолёт, тот бежит домой и сообщает старшим, что мистер Карпентер на самом деле и есть инопланетянин, но ему не верят. Обнаружив в комнате квартиранта бриллиант, Стивенс подозревает Карпентера в воровстве. Хелен замечает мокрые ботинки сына, тот, уходя наверх, отвечает, что трава в сквере была мокрая. На следующий день Клаату посещает Хелен на работе и просит ту о встрече. В это же время Том проверяет бриллиант в ломбарде. Оба входят в лифт, в 12:00 неожиданно выключается свет. Весь мир замирает без электричества, люди взбудоражены. Военный совет США обсуждает сложившуюся обстановку, президент вводит военное положение. Ювелир сообщает Стивенсу, что настолько чистого бриллианта не добывают на Земле. За полчаса без света Клаату рассказывает обо всём Хелен, та сообщает, что Том также слышал слова Бобби. Двинувшегося Горта помещают в контейнер из суперпрочного пластика, совет принимает решение, что пришельца не обязательно брать живым. Город закрывают, на инопланетянина объявляется охота. Том поручает секретарше Маргарет связаться с Пентагоном. Хелен просит любовника, желающего прославиться, не сообщать о пришельце, тот не слушает её и звонит генералу Катлеру. Хелен в ответ расторгает помолвку. Генерал приказывает действовать по плану «Бейкер». Стивенс сообщает о нём властям. Хелен успевает предупредить Клаату, они едут в такси к кораблю. К пансионату стягивается военная техника. По пути следования машины за героями начинают следить. Клаату просит, чтобы Хелен, если с ним что-то случится, пробралась к Горту и сказала ему кодовую фразу «Klaatu barada nikto», дабы тот не начал убивать людей.
Горт выбирается из контейнера и распыляет двух солдат. Испуганная Хелен говорит надвигающемуся на неё роботу кодовую фразу. Горт бережно относит её на корабль и отправляется на поиски тела Клаату. Робот проделывает дыру в камере и относит труп на корабль. Вскоре Клаату, которого робот смог воскресить из мёртвых на неопределённый срок при помощи машины по продлению жизни, выходит из корабля к собравшимся вокруг него представителям науки и религии и произносит речь, обращаясь через них ко всему человечеству. Он сообщает, что его родная цивилизация живёт в мире и согласии благодаря тому, что их контролируют неразрушимые и безмерно могущественные роботы-полицейские, одним из которых является Горт — они все запрограммированы на то, чтобы уничтожать всё, что может считаться оружием, при возникновении малейших признаков агрессии. Благодаря этому цивилизация Клаату научилась жить в мире взаимного понимания и уважения без вооружения и армии. Затем он говорит, что внеземной союз выступает исключительно в качестве наблюдателя, и только земляне могут решить проблемы, которые стоят перед их цивилизацией, но если их внутренние конфликты выйдут за пределы планеты, то роботы уничтожат Землю. Закончив речь перед не проронившими ни слова слушателями, Клаату возвращается на корабль с Гортом и улетает.

## Актёры

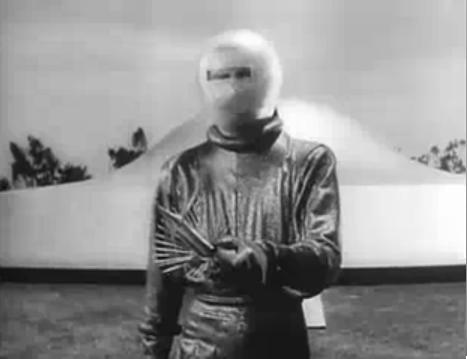
Клаату приносит дар землянам

- Майкл Ренни — инопланетянин Клаату
- Лок Мартин — робот Горт, спутник Клаату
- Патриция Нил — Хелен Бенсон, вдова
- Хью Марлоу — Томас «Том» Стивенс, любовник Хелен
- Сэм Джаффе — профессор Джейкоб Барнхардт, физик
- Билли Грэй — Бобби, сын Хелен
- Фрэнсис Бавье — миссис Барли
- Харлан Уорд — Карлсон, правительственный эксперт (в титрах не указан)
- Роберт Остерлох — майор Уайт, врач Клаату в госпитале (в титрах не указан)
- Рой Энджел — правительственный чиновник (в титрах не указан)

Майкл Ренни говорил, что был рождён, чтобы сыграть Клаату. Изначально же эта роль предназначалась Клоду Рейнсу, обладавшему ярко выраженным акцентом.
Горта изобразил высоченный Лок Мартин, работавший привратником в китайском театре Граумана. Костюм Горта был сделан в двух экземплярах — один имел застёжки на спине и предназначался для сцен, где Мартина снимают спереди, второй имел застёжки на животе и, соответственно, предназначался для сцен, где Горт стоит спиной к камере. Костюм был крайне неудобным и Мартин мог носить его не более получаса. Когда пришло время снимать сцену, где Горт несёт Хелен на корабль, то обнаружилось, что Мартин не может как следует нагнуться, из-за чего данная сцена имеет странный монтаж — сначала Горт выходит из кадра, затем следует монтажная склейка в виде плавного перехода, после чего Горт входит в кадр уже с Хелен на руках. Причём видно, что он даже не несёт её, а Патриция Нил висит на тросах — несмотря на свой рост в 224 сантиметра Мартин был не очень физически сильным и не мог долго держать актрису на руках, поэтому в последующих кадрах он нёс манекен. К аналогичным трюкам пришлось прибегнуть в сценах, где Горт несёт на корабль тело Клаату — в одном кадре Майкл Ренни в действительности лежал на невидной в кадре специальной тележке.

## Работа над фильмом
Картина стала одним из первых фильмов на уфологическую тему, которая обрела популярность после Розуэлльского инцидента 1947 года. Режиссёр Роберт Уайз впоследствии признавался, что склонен верить в существование НЛО, поскольку «было бы глупо считать землян единственными живыми существами во Вселенной — это самый вопиющий эгоизм». Для большего правдоподобия он старался уравновесить фантастические сцены бытовыми, выдержанными в реалистическом ключе.
Продюсер Джулиан Блаустайн не скрывал надежды, что фильм поспособствует укреплению молодой Организации Объединённых Наций. Очевидный пацифистский посыл ленты (профессор Барнхардт скопирован с физика-пацифиста А. Эйнштейна) насторожил Министерство обороны США, которое отказалось сотрудничать с её создателями. Основные съёмки проходили в условиях калифорнийских студий, исполнители главных ролей даже не приезжали в Вашингтон.
К дизайну «летающей тарелки» создатели фильма привлекли одного из величайших архитекторов и дизайнеров, Фрэнка Ллойда Райта. Маэстро советовал изготовить объект из «экспериментального вещества, которое, по слухам, подобно живой ткани: полученное при разрезе отверстие затягивается, как рана, оставляя после себя сплошную поверхность без каких-либо шрамов».
Возражения консервативной публики вызывало сближение пришельца с Иисусом Христом. Мало того, что Клаату добрее и человечнее большинства землян, ради спасения которых жертвует своей жизнью, — так в финале он даже воскресает из мёртвых. По настоянию руководства студии в фильм была добавлена оговорка, что это воскрешение носит временный характер и происходит по воле «Всемогущего Духа».

## Музыка
Как и сам фильм, вехой в истории кино стала главная музыкальная тема фильма, сочинённая Бернардом Херрманном. Это первая работа композитора после переезда из Нью-Йорка в Голливуд. Для получения экзотического звучания Херрман использовал очень редкие инструменты, а также электрические версии скрипки, виолончели и контрабаса. Тема исполняется на терменвоксе, что придаёт ей поистине фантастический характер. Этой музыке часто подражали в фантастических фильмах середины XX века.

## Наследие
«Умный сценарий Норта и ровная режиссура Уайза серьёзны без впадения в торжественность, а иноземно-звучащая мелодия Бернарда Херрмана усиливает ощущение странности и потенциальной угрозы», — сказано про фильм в киносправочнике Time Out.
«День, когда остановилась Земля» породил множество подражаний и пародий. В частности, Тим Бертон спародировал начальные сцены в комедии «Марс атакует!», а Джордж Лукас включил в «Звёздные войны» персонажа по имени Клаату.
В справочнике All Movie Guide отмечается, что многие позднейшие фильмы с гораздо более солидными бюджетами оказались не в состоянии воспроизвести волшебный эффект сцен, когда в центре американской столицы приземляется «летающая тарелка».

## Награды и номинации
Награды
- 1952 — Премия «Золотой глобус»
  - Лучший фильм по развитию международного взаимопонимания (Роберт Уайз)
- 1983 — Премия «Балрог»
  - Зал славы научно-фантастических фильмов

Номинации
- 1952 — Премия «Золотой глобус»
  - Лучший саундтрек — Бернард Херрманн